# KANSAI1週間
『KANSAI1週間』（かんさい1しゅうかん」）とは、講談社が1999年から2010年まで関西地方で発行していた都市情報雑誌の名称。通称『カンイチ』。2010年6月8日発売号をもって休刊した。

## 概要
1999年3月16日創刊。関東地方で発行の『TOKYO★1週間』の姉妹誌として講談社から創刊。また関西地区向けの情報誌では『ぴあ関西版』（ぴあ株式会社）、『関西ウォーカー』（角川書店。現在は角川マーケティングが刊行）に続き3誌目となる。
創刊から9年近くはTOKYOと同じく講談社より発行していたが、2008年12月より発行元がサンケイリビング新聞社に移行した。

## 特徴
主に大阪を中心とする関西地方の若者向け情報（デートスポット、グルメ、映画、音楽など）を掲載していた。また、各分野に精通したライターやタレントらによる連載企画なども充実しており、常に若い世代からの支持を得ていた。
インターネットや携帯電話と連動した企画も行っている。刊行中は本誌表紙または一部ページにQRコードが掲載されておりバーコードリーダー対応携帯電話で読み取るとクーポン券や最新情報が入手できた。なお、2010年からはTwitterによる展開も開始されている。
表紙は毎号、女性タレント（男性タレントの場合もある）が1～2名に登場しており、本誌ではトップページの「COVER GIRLS BEST★HIT!」にも登場していた。

## 姉妹誌
- TOKYO★1週間

## 主な内容
特集として、その時期にふさわしいデートスポットやグルメ情報を掲載している。また関西の新スポット、新規オープンのレストランを随時掲載している他、コンビニエンスストアやファーストフードの新商品も掲載している。
占い、映画スケジュール、コンサート情報、音楽CDリリース予定などは各号で必ず掲載されている。

## テレビ番組表
- テレビ情報ページには2週間（14日）分のテレビ番組表を掲載。1ページに1日分が掲載されており、左から「2 NHK総合」「4 毎日放送」「6 ABCテレビ」「8 関西テレビ」「10 読売テレビ」の順。それらの右にはハーフサイズで上から「19 テレビ大阪」「36 サンテレビ」が掲載され一番右（奇数ページの場合は一番左）には三分の一のサイズで上から「デジタル1 NHK衛星第一」、「デジタル2 NHK衛星第二」、「12 NHK教育」が掲載されていた。なおフルサイズのみGコードが掲載されていた。
- また、各日番組表の下には当日放送の番組の中から4番組が紹介（映画放送日の場合は別枠で「今日の注目映画」を1番組掲載）されていた。
- なお、最終号は通常より8日多い3週間+1日（22日）分の番組表を掲載している。

## カンイチGIRL
主に関西地方で活躍する若手女性タレントや読者モデルが「カンイチGIRL」として、本誌のマスコットガールを務めていた。以下は歴代の主な例。

### 2007年
- 中澤美佳
- 里田ゆかり
- 川上由起子
- 山本リサ
- 新美佳世

### 2008年
- 金城真央
- 白川雪奈
- 山本志穂
- 谷マーサ

### 2009年
- 二瀬里子
- 木島さやか
- 森はるか
- 谷田知佳
- 千葉悠凪

## 休刊とその後
2010年6月8日発売号（第14巻12号、通巻292号）を最後に休刊、11年3ヶ月の歴史に幕を下ろした。最終号は定価を特別定価の480円に設定し、12年間の集大成ともいえる特集を中心とした構成となっている。
なお、公式サイト「web★1週間」や携帯電話サイト「ケータイ★1週間」は今後も継続されることが決まっている。また、近々「エンタメMOOK」として再発売が予定されている。